# Чивена
Чивена (итал. Civenna) је насеље у Италији у округу Комо, региону Ломбардија.
Према процени из 2011. у насељу је живело 662 становника. Насеље се налази на надморској висини од 676 м.

## Становништво
Према резултатима пописа становништва 2011. у општини је живело 729 становника.
| 1936. | 1951. | 1961. | 1971. | 1981. | 1991. | 2001. | 2011. |
| ----- | ----- | ----- | ----- | ----- | ----- | ----- | ----- |
| 539   | 565   | 540   | 693   | 708   | 675   | 673   | 729   |

## Партнерски градови
- Фридберг